# Stuttgart Super 9 1997 - Qualificazioni doppio
Le qualificazioni del doppio dello Stuttgart Super 9 1997 sono state un torneo di tennis preliminare per accedere alla fase finale della manifestazione. I vincitori dell'ultimo turno sono entrati di diritto nel tabellone principale. In caso di ritiro di uno o più giocatori aventi diritto a questi sono subentrati i lucky loser, ossia i giocatori che hanno perso nell'ultimo turno ma che avevano una classifica più alta rispetto agli altri partecipanti che avevano comunque perso nel turno finale.
Le qualificazioni del doppio del torneo Stuttgart Super 9 1997 prevedevano 4 coppie partecipanti di cui una è entrata nel tabellone principale.

## Teste di serie
1. John-Laffnie de Jager /  Scott Melville (primo turno)

1. Martin Rodriguez /  Radek Štěpánek (primo turno)

## Qualificati
1. Mark Keil  /   Jaime Oncins

## Tabellone

### Legenda
| - Q = Qualificato - WC = Wild card - LL = Lucky loser | - ALT = Alternate - SE = Special Exempt - PR = Protected Ranking | - w/o = Walkover - r = Ritirato - d = Squalificato |

|  | Primo turno | Primo turno                          | Primo turno                          | Primo turno | Primo turno |  |  | Ultimo turno                         | Ultimo turno                         | Ultimo turno | Ultimo turno | Ultimo turno |  |
|  |             |                                      |                                      |             |             |  |  |                                      |                                      |              |              |              |  |
|  |             | Emilio Benfele Álvarez Albert Portas | Emilio Benfele Álvarez Albert Portas | 6           | 6           |  |  |                                      |                                      |              |              |              |  |
|  | 1           | John-Laffnie de Jager Scott Melville | John-Laffnie de Jager Scott Melville | 3           | 2           |  |  | Emilio Benfele Álvarez Albert Portas | Emilio Benfele Álvarez Albert Portas | 7            | 3            | 6            |  |
|  |             | Mark Keil Jaime Oncins               | Mark Keil Jaime Oncins               | 6           | 6           |  |  | Mark Keil Jaime Oncins               | Mark Keil Jaime Oncins               | 6            | 6            | 7            |  |
|  | 2           | Martin Rodriguez Radek Štěpánek      | Martin Rodriguez Radek Štěpánek      | 4           | 2           |  |  |                                      |                                      |              |              |              |  |